# سن-سانس ۵۲۱۰
سیارک ۵۲۱۰ (به انگلیسی: 5210 Saint-Saens، نامگذاری:1989EL6) پنج هزار و دویست و دهمین سیارک کشف شده‌است که در ۷ مارس ۱۹۸۹ کشف شد.
قدر مطلق سیارک برابر ۱۴٫۴۰ است.